# Bundesstraße 15n
De Bundesstraße 15n is een toekomstige autoweg in Duitsland. De weg zal in totaal 138 kilometer lang worden en een alternatief vormen voor het verkeer dat vanuit het noorden richting Innsbruck of Salzburg rijdt. De wegen rondom München zullen hierdoor ontlast worden.
De B15n zal als een 'gele snelweg' (Duits: Gelbe Autobahn) worden gebouwd. Het gehele traject zal met 2x2 rijstroken, met ongelijkvloerse kruisingen en vluchtstroken, worden gebouwd.

## Geschiedenis
De B15n zal over het traject van de oorspronkelijk geplande A93 volgen, vanaf Dreieck Saalhaupt tot aan Dreieck Raubling. Toen besloten was deze weg niet te bouwen, is de geplande A90 tot Dreieck Holledau onderdeel geworden van de A93. Vervolgens is de A93 vanaf Dreieck Inntal tot aan de Oostenrijkse grens gebouwd.

## Actuele werkzaamheden
Het gedeelte tussen de aansluiting Saalhaupt en Neufahrn in Niederbayern is in augustus 2011 geopend en kostte € 112 miljoen.
Ook het tweede bouwproject tussen Neufahrn in Niederbayern en Ergoldsbach is voltooid en heeft € 138 miljoen gekost. Tussen de aansluiting Saalhaupt en Ergoldsbach is de weg reeds open voor verkeer.
Het derde traject tussen Ergoldsbach en de A92 bij Landshut is goedgekeurd en kost € 81 miljoen. Dit deelstuk is reeds in aanbouw en zal naar verwachting eind 2015/begin 2016 gereed zijn.
Voor het vierde bouwproject tussen Landshut en de aansluiting met de A94 is de financiering nog onzeker. Vooral de financiering voor het stuk tussen de A94 en de A8 bij Rosenheim is nog geheel onzeker.
De laatste planningen van het traject tussen de aansluiting met de A8 bij Rosenheim en de A93 bij Raubling zijn afgewezen. Het verkeer zal dan bij de volledige voltooiing van de B15n een paar kilometer gebruik moeten maken van de A8, om via Dreieck Inntal de A93 richting Innsbruck te kunnen bereiken.
Het gehele traject van de B15n zal in totaal circa € 1 miljard gaan kosten. Het noord-zuidverkeer op de A9 en de ring van München zal dan sterk ontlast worden.